# Molophilus gladiator
Molophilus gladiator är en tvåvingeart som beskrevs av Alexander 1939. Molophilus gladiator ingår i släktet Molophilus och familjen småharkrankar. Inga underarter finns listade i Catalogue of Life.